# Градуса-Посавська
Градуса-Посавська (хорв. Gradusa Posavska) — населений пункт у Хорватії, у Сисацько-Мославинській жупанії у складі громади Суня.

## Населення
Населення за даними перепису 2011 року становило 89 осіб.
Динаміка чисельності населення поселення:

## Клімат
Середня річна температура становить 11,00 °C, середня максимальна – 25,78 °C, а середня мінімальна – -6,33 °C. Середня річна кількість опадів – 929 мм.
| Клімат поселення                              | Клімат поселення | Клімат поселення | Клімат поселення | Клімат поселення | Клімат поселення | Клімат поселення | Клімат поселення | Клімат поселення | Клімат поселення | Клімат поселення | Клімат поселення | Клімат поселення | Клімат поселення |
| Показник                                      | Січ.             | Лют.             | Бер.             | Квіт.            | Трав.            | Черв.            | Лип.             | Серп.            | Вер.             | Жовт.            | Лист.            | Груд.            |                  |
| Середній максимум, °C                         | 6,95             | 9,13             | 13,67            | 18,05            | 22,58            | 25,78            | 24,97            | 24,17            | 20,53            | 15,41            | 10,00            | 5,72             |                  |
| Середня температура, °C                       | 0,29             | 2,50             | 7,00             | 11,41            | 15,92            | 19,12            | 20,78            | 19,99            | 16,36            | 11,23            | 5,83             | 1,54             |                  |
| Середній мінімум, °C                          | −6,33            | −4,15            | 0,40             | 4,76             | 9,28             | 12,49            | 16,61            | 15,82            | 12,19            | 7,05             | 1,65             | −2,63            |                  |
| Норма опадів, мм                              | 58               | 55               | 64               | 76               | 82               | 92               | 83               | 85               | 83               | 87               | 92               | 72               |                  |
| Середньомісячна швидкість вітру, м/с          | 1.70             | 1.90             | 2.30             | 2.20             | 2.00             | 1.90             | 1.80             | 1.70             | 1.65             | 1.70             | 1.75             | 1.80             |                  |
| Середньомісячна сонячна радіація, кДж/м²·день | 4246             | 7033             | 10759            | 15257            | 19518            | 21682            | 22748            | 19783            | 14602            | 8999             | 4768             | 3500             |                  |
| --------------------------------------------- | ---------------- | ---------------- | ---------------- | ---------------- | ---------------- | ---------------- | ---------------- | ---------------- | ---------------- | ---------------- | ---------------- | ---------------- | ---------------- |
| Джерело:                                      |                  |                  |                  |                  |                  |                  |                  |                  |                  |                  |                  |                  |                  |